# Antioch (Virginia Occidental)
Antioch es un área no incorporada ubicada en el condado de Mineral (Virginia Occidental), Estados Unidos. Está catalogada como un asentamiento humano por la Junta de Nombres Geográficos de los Estados Unidos.
El número de identificación (ID) asignado por el Servicio Geológico de Estados Unidos es 1549566. El código del censo y el código de clase es 02068 y U6 respectivamente. Se encuentra a 329 m s. n. m. (1079 pies) según el conjunto de datos de elevación nacional.

## Historia
Los primeros pobladores europeos llegaron a las inmediaciones de Antioch en el último cuarto del siglo XVIII. Samuel Barker Davis y su familia fueron los primeros en establecerse permanentemente en el pueblo, y se mudaron de Winchester, Virginia, en 1787. Davis, un veterano de la guerra revolucionaria estadounidense, estableció un molino y construyó una residencia de troncos, los cuales todavía existen. El molino es una estructura de madera de cuatro pisos de construcción de mortaja y espiga. Bajo la propiedad de Brasher Rogers, el molino fue modernizado en 1880. En 1918, bajo la propiedad de D.W. Billmyer, fue modificado para procesar lana. La fábrica de lana siguió funcionando hasta la década de 1950. Tras su cierre, la maquinaria se vendió al Museo Textil Merrimack Valley (más tarde el museo de historia textil estadounidense) en Lowell, Massachusetts.